# Quand la chair est faible
Pour plus de détails, voir Fiche technique et Distribution.
Quand la chair est faible (Juninatten) est un film suédois réalisé par Per Lindberg sorti en 1940.

## Synopsis
Kerstin Norbäck, préparatrice en pharmacie à Sundwall, est une jeune femme qui, si l'on en croit Madame Cronsiöö, sa logeuse, a déjà fréquenté beaucoup d'hommes avant de rencontrer à la bibliothèque municipale, Nils Asklund, un marin.
Lorsqu'elle décide de le quitter, celui-ci ivre de colère, désespéré, la blesse très gravement, accidentellement?, avec son revolver. Bien que la balle ait touché le cœur, elle est opérée avec succès.
À sa sortie de l'hôpital le docteur Berggren lui trouve une officine à Stockholm pour repartir à zéro et lui conseille de changer de nom afin d'échapper à la curiosité malsaine de la populace. Elle choisit Sara Nordanå.
Au cours du procès qui voit les circonstances du drame détaillées, Kerstin n'accable pas Nils car elle comprend ses responsabilités mais cela n'empêche pas au marin d'être incarcéré. C'est aussi pendant la déposition de Kerstin, l'occasion pour le photographe de presse, Gurkan, accompagné du journaliste Willy Wilson, de prendre une photographie de la jeune femme. Ce cliché et l'article qu'il illustre ne conviennent pas du tout à Smokey, le rédacteur en chef du journal où travaillent Willy et sa «copine», Nikan Dahlin, standardiste au Daily News.
Sur les recommandations du docteur Berggren, Sara, pour le suivi médical, se rend au cabinet du professeur Tillberg à Stockholm aux côtés duquel travaillent le docteur Stefan von Bremen et Asa, l'infirmière qu'il courtise. Après quelques échanges, cette dernière propose à la patiente de loger à la pension de famille «Cosy» où habitent déjà deux de ses amies, Jane Jacobs et Nikan.
Les mois passent...
Sara travaille à la «Pharmacie du Cygne» et Stefan, qui a parfois de ses nouvelles par Asa, s'intéresse de plus en plus à la mystérieuse préparatrice en pharmacie qui l'est d'ailleurs de moins en moins car l'article du journal illustré par sa photo a permis à son entourage de la reconnaître.
Élargi, Nils se rend à Stockholm où il retrouve Kerstin à la pharmacie alors qu'elle est de service pour la nuit du solstice d'été. La jeune femme est effrayée de le revoir car elle connaît le caractère obsessionnel et agressif de son ancien ami. Elle tente de lui expliquer qu'elle a changé, que ce n'est plus la jeune fille qu'il a connue mais lui ne comprend pas et insiste de sorte que Kerstin finit par faire un malaise qui nécessite l'intervention d'Asa et de Stefen.
Cet événement permet à Willy de rédiger un nouvel article mais cette fois, Nikan, écœurée par ce manque de tact, va s'emparer du texte à l'imprimerie du journal et avec le soutien du rédacteur en chef, empêche l'édition de cette littérature de caniveau qui n'est pas dans le style du Daily News. Cela entraîne la rupture entre Willy et sa copine mais permet la rencontre de Sara et Stefan qui est venu pour la secourir. Il ne reste plus qu'au jeune médecin de dire à Asa qu'il va partir passer son mois de congé avec Kerstin.
«Moralité» : 
- Nikan : «...on ne peut jamais faire confiance à un homme?»
- Asa : «Parce que tu penses pouvoir faire confiance à une femme?»

## Fiche technique
- Titre original : Juninatten
- Titre français : Quand la chair est faible
- Réalisation : Per Lindberg
- Assistants réalisateurs : Hugo Bolander (sv) et Arne Sucksdorff
- Scénario : Ragnar Hyltén-Cavallius et Per Lindberg d'après le roman de Tora Nordström-Bonnier (sv)
- Directeur artistique : assistant, Olle Oldenburg
- Décors : Arne Åkermark (sv)
- Photographie : Åke Dahlqvist
- Photographe de plateau : Louis Huch (sv)
- Son : Gaston Cornelius et Bengt Runsten
- Montage : Oscar Rosander
- Musique : Gunnar Johansson et Jules Sylvain (sv)
- Producteur exécutif : Stellan Claësson (sv)
- Société de production : Svensk Filmindustri
- Sociétés de distribution : Svensk Filmindustri, Crocus Entertainment Inc, Just Entertainment, Société Nouvelle des Films Dispa
- Pays d'origine :  Suède
- Langue originale : suédois
- Format : noir et blanc - 1,37:1 -  Mono (PetersonPoulsen/AGA Baltic)
- Genre : film de mœurs
- Durée : 86 minutes
- Date de sortie : 
  - Suède : 3 avril 1940 à Stockholm.
  - France : 22 août 1951 à Marseille et le 21 décembre 1951 à Paris[1].
- Affiche : Georges Kerfyser (France)

## Distribution
- Sol-Britt Agerup (sv) : une jeune fille
- Gunnar Almqvist : l'homme dans la cour de justice
- Gabriel Alw (sv) : le professeur Tillberg, médecin-chef
- Sven Göran Alw (sv) : un jeune homme
- Marianne Aminoff : Nickan Dalin, standardiste au Daily News et cousine de Jane Jacobs
- Ingrid Bergman : Kerstin Nordbäck puis Sara Nordana, préparatrice en pharmacie
- Margareta Bergman (sv) : une infirmière
- Gunnar Björnstrand : un journaliste
- Hugo Bolander (sv) : un journaliste
- Millan Bolander (sv) : une infimière
- John Botvid (sv) : «Gurkan», le photographe de presse
- Gudrun Brost (sv) : Madame Nilsson, standardiste au Daily News, mariée à Fritjof
- Ernst Brunman (sv) : un agent de police
- Nils Dahlgren (sv) : l'employé du magasin
- Hasse Ekman : Willy Wilson, journaliste au Daily News, auteur de l'article sur Kerstin
- David Erikson (sv) : un journaliste
- Erik Forslund (sv)
- Hjördis Gille (sv) : une femme à la cour de justice
- Nils Jacobsson (sv) : le chauffeur du comte
- Albert Johansson (sv) : un juré
- Alf Kjellin : l'assistant physicien
- Britta Larsson (sv) : une jeune fille
- Allan Linder (sv) : le fils du bottier
- Marianne Löfgren : Âsa, une infirmière
- Richard Lund : un journaliste
- Wilma Malmlöf (sv) : une femme à la cour de justice
- Maritta Marke (sv) : Madame Vanja journaliste au Daily News
- Karin Nordgren (sv) : une infirmière
- Werner Ohlson (sv)
- Tom Olsson (sv) : Svenne (le petit garçon avec la tête bandée)
- Charley Paterson (sv) : le juge
- Nina Scenna (sv) : le mannequin
- Gunnar Sjöberg : Nils Asklund, un marin
- Carl Ström (sv) : Docteur Berggren docteur à Sundsvall
- Astrid Svedmann : une femme à la cour de justice
- Karin Swanström : Madame Cronsiöö, la logeuse
- Anna-Stina Wåglund (sv) : mère tenant son enfant dans ses bras à l'hôpital
- Ivar Wahlgren (sv) : un journaliste
- Sigurd Wallén : Johansson-Eldh, surnommé Smokey, rédacteur en chef au Daily News
- Olof Widgren (sv) : Stefan von Bremen, médecin
- Olof Winnerstrand : Le comte
- Lill-Tollie Zellman (sv) : Jane Jacobs qui travaille dans le milieu de la mode

## Autour du film
- Juninatten aurait pu être traduit par Nuit de juin ; le titre français est inspiré d'une référence biblique : « L'esprit est ardent mais la chair est faible. »
- Le film a été tourné à la cité du cinéma, filmstaden, à Solna, dans le parc Kungsträdgården, à la Apoteket Svanen (sv) à Stureplan, dans les environs de Stockholm.
- La bande son permet d'entendre Olof Widgren siffloter puis jouer à la flûte à bec La Lettre à Élise que l'on entend ensuite jouée au piano, la chanson Je connais un petit hôtel dont la musique est de Jules Sylvain et les paroles de Nils Perne (sv) (pseudonyme Jokern), Le chant des étudiants (sv) dont la musique a été composée par Gustave de Suède et les paroles écrites par Herman Sätherberg.
- Les sous-titres du DVD ont traduit le nom du journal, Dagsnyheterna, par Daily News mais Nouvelles Quotidiennes est aussi compréhensible. De plus cette option peut faire croire qu'il s'agit du journal américain qui porte ce nom.
- La critique de ce film par Pierre Siclier[2]
- Coquille : À la 49e minute environ le sous-titrage indique «Va chercher ton cousin et allonge-toi sur le sofa». Il ne s'agit pas de la consoler avec un tiers mais d'aller chercher un coussin pour qu'elle puisse lire plus confortablement.
- Les noms des acteurs assurant les seconds rôles ont été fournis par le site [3]. En recherchant si une page Wikipédia en suédois leur est consacrée, on peut constater que presque tous les interprètes, et ils sont nombreux en ont une. Cela conduit à penser que la documentation en langue suédoise sur le cinéma suédois doit être extrêmement développée.